# San Luis (provins)
 For alternative betydninger, se San Luis (flertydig). (Se også artikler, som begynder med San Luis)
Provinsen San Luis (spansk: Provincia de San Luis) er en provins i den centrale del af Argentina. Provinsen har et areal på 76.748 km2
og et befolkningstal på ca. 542.069 (2022) indbyggere. Provinshovedstaden er byen San Luis.